# Baggå (naturreservat)
Baggå är ett naturreservat i Skinnskattebergs kommun i Västmanlands län.
Området är naturskyddat sedan 2017 och är 3,5 hektar stort. Reservatet omfattar en sträcka av Hedströmmen med stränder norr om orten Baggå. Det består av vatten och gran med inslag av björk, gråal och äldre tallar. 